# ام‌پی‌وی تهران
ام‌پی‌وی تهران (به انگلیسی: MPV Tehran)نام خودروی سفارشی آلمانی است که در سال ۱۹۷۲ میلادی (۱۳۵۱ خورشیدی) ساخته شده است. این خودرو، نماد اختصاصی همکاری میان سه خودروساز آلمانی، یعنی مرسدس بنز، پورشه و فولکس واگن و احتمالا تنها تلاش توسعه‌ای مشترک این سه خودرو ساز است. این خودروی مخصوص مسابقات صحرایی، به سفارش صدراعظم وقت آلمان، ویلی برانت تولید و توسط سفیر وقت آلمان در تهران به مناسبت جشن تولد 12 سالگی رضا پهلوی، ولیعهد ایران به وی هدیه داده شد. این خودرو در حال حاضر در مالکیت بنیاد مستضعفان انقلاب اسلامی بوده و به همراه سایر خودروهای خاص در موزه ملی خودرو ایران به نمایش درآمده است. 

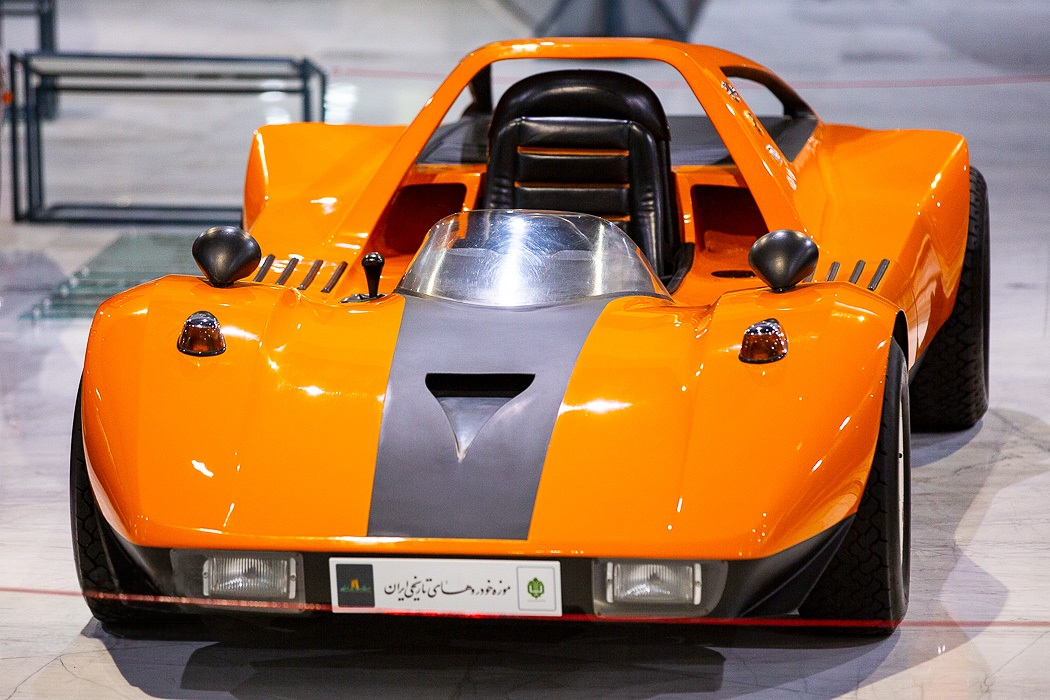
تنها نمونه موجود از خودرو ام‌پی‌وی تهران

نام این خودرو برگرفته از حروف ابتدایی نام سه خودروساز دخیل در تولید آن به همراه تهران به عنوان شهر محل سفارش آن است. این خودرو مجهز به پیشرانه چهار سیلندر با توان ۸۰ اسب بخار بوده و حداکثر سرعت ۱۷۰ کیلومتر بر ساعت است. از آنجا که رضا پهلوی این خودرو را در سن ۱۲ سالگی هدیه گرفته، لذا خودرو مجهز به دو کلید نقره‌ای و طلایی است. کلید نقره‌ای محدودیت سرعت ۳۰ کیلومتر بر ساعت را به دلایل ایمنی رقم می زند و فقط با کلید طلایی امکان رسیدن به حداکثر سرعت ۱۷۰ کیلومر بر ساعت فراهم می‌گردد.این خودرو نماد تعامل میان سیاست و نوآوری در صنعت خودروسازی در زمان خود است. 